# Кринис
Кринис (лат. Crinisus; греч. Κριμισός) — в античности бог реки (вероятно, современной Беличе) на Сицилии.
Как и все речные боги, он является сыном Тетис и Океана. По рассказам Вергилия и Гигина Мифографа, троянская женщина Сегеста или Акеста родила Кринису сына Акеста, который впоследствии основал сицилийский город Сегесту. Портрет Криниса часто появлялся на монетах Сегесты.